# 7332 Ponrepo
A 7332 Ponrepo (ideiglenes jelöléssel 1986 XJ5) a Naprendszer kisbolygóövében található aszteroida. Antonín Mrkos fedezte fel 1986. december 4-én.